# Parafia Matki Bożej Różańcowej w Żabowie
Parafia pw. Matki Bożej Różańcowej w Żabowie – parafia rzymskokatolicka, należąca do dekanatu Nowogard, archidiecezji szczecińsko-kamieńskiej, metropolii szczecińsko-kamieńskiej. W parafii posługują księża diecezjalni. Według stanu na wrzesień 2018 proboszczem parafii był ks. Krzysztof Kopala.

## Miejsca święte

### Kościół parafialny
Kościół Matki Bożej Różańcowej w Żabowie

### Kościoły filialne i kaplice
- Kościół św. Kazimierza w Boguszycach[1]
- Kościół św. Stanisława Kostki w Maszkowie[1]
- Kościół św. Michała Archanioła w Potulińcu[1]
- Kościół Matki Bożej Królowej Polski w Wyszogórze[1]